# Маслівка (Лозівський район)
Ма́слівка —  село в Україні, у Лозівському районі Харківської області. Населення становить 163 особи. Входить до складу Первомайської міської громади.

## Географія
Село Маслівка знаходиться на березі річки Орілька, вище за течією на відстані 2 км розташовані села Калинівка і Високе, нижче за течією на відстані 1,5 км розташоване село Грушине. На відстані 1,5 км розташоване місто Первомайський. Поруч проходять автомобільна дорога Т 2107 і залізниця, станція Лихачове за 3 км.

## Історія
- 1924 - дата заснування.
- В 1924 році мешканець Верхнього Бишкіна  Ілля Васильович Маслов солдат-червоноармієць створює з верхньобишкінської бідноти групу (101 родина, або 423 чоловіка), яка переселяється на панські землі і створює Маслівську сільську раду. Створюється колгосп «Серп і Молот».
- В 1929 році в Маслівці побудована початкова школа.
- В 1930 році на території ради  вже 204 двори, з них 109 були в колгоспі. Колгоспники обробляли 964 га ріллі з 1626 які належали сільській раді.
- В 1932 році селище Лихачове стало центром Маслівської сільської ради куди ввійшли землі колгоспів «Красний Октябрь», «Первое  мая», «Красное Знамя», «Серп і Молот».
- В 1948 році в Маслівську сільську раду входить п’ять колгоспів:  «Красний Октябрь», «Первое  мая», «Красное Знамя», «Серп і Молот», імені Ворошилова.
- На початку 1949 року Маслівську сільську раду перейменували в Лихачовську.

## Населення

### Мова
Розподіл населення за рідною мовою за даними :
| Мова       | Кількість | Відсоток |
| ---------- | --------- | -------- |
| російська  | 112       | 65.88%   |
| українська | 58        | 34.12%   |
| Усього     | 170       | 100%     |